# 阿普勒
阿普勒（法語：Apples）是瑞士联邦西部法语区的沃州下设的一个市镇。在行政上属于莫尔日区管辖。阿普勒的总面积为12.93平方公里。截至2007年，总人口为1,177。